# Os Grandes Sucessos (álbum de Gian & Giovani)
Gian & Giovani - Os Grandes Sucessos é uma coletânea da dupla sertaneja Gian & Giovani, lançada em 1994 pela Warner Music.

## Faixas
| N.º            | Título                             | Compositor(es)                                        | Duração |  |
| 1.             | "Olha Amor"                        | Pinocchio / Paulo Henrique                            | 3:52    |  |
| 2.             | "Nem Dormindo Consigo Te Esquecer" | César Augusto                                         | 3:44    |  |
| 3.             | "Amante Anônimo"                   | Financeiro / Monetário                                | 3:14    |  |
| 4.             | "Caçador De Corações"              | Mario Maranhão / Jefferson Farias                     | 3:39    |  |
| 5.             | "Espuma De Cerveja"                | Benedito Seviero / Toni Gomide                        | 2:47    |  |
| 6.             | "Faz De Conta (L'italiano)"        | adaptado por Carlos Colla / C. Minellono / S. Cutugno | 3:02    |  |
| 7.             | "Agora Sei Que Te Amava"           | Carlos Colla / Elias Muniz                            | 3:45    |  |
| 8.             | "Sai Dessa Coração"                | Carlos Randall / Jefferson Farias                     | 3:40    |  |
| 9.             | "Você Em Minha Vida"               | Domiciano / Rionegro                                  | 3:21    |  |
| 10.            | "Meto O Pé Na Porta"               | César Augusto / Reinaldo Barriga                      | 3:56    |  |
| 11.            | "Roupa De Lua De Mel"              | Carlos Randall / Dimarco                              | 3:35    |  |
| 12.            | "Não Dá Pra Te Esquecer"           | Chico Roque / Carlos Colla                            | 3:27    |  |
| 13.            | "Meu Coração Só Quer Você"         | Elias Muniz / Fátima Leão                             | 3:26    |  |
| 14.            | "Grão De Areia"                    | César Augusto / Reinaldo Barriga                      | 2:59    |  |
| 15.            | "Cansei De Namorar A Solidão"      | César Augusto / Piska                                 | 4:04    |  |
| 16.            | "De Que Planeta Você Veio"         | Elias Muniz / Fátima Leão                             | 3:29    |  |
| Duração total: | Duração total:                     | Duração total:                                        | 52:40   |  |